# 梅迪尼利亞島

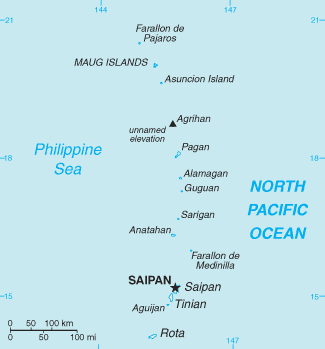
梅迪尼利亞島位於北馬里亞納群島的北部

梅迪尼利亞島（英語、查莫羅語：Farallon de Medinilla Island），是一座位於北馬里亞納群島的小島。該島位於北馬里亞納群島自治邦首府－塞班島約45海浬（大約83公里），也是整個馬里亞納群島中第二小的島嶼，僅大於齊蘭迪亞礁。該島的面積為0.845平方公里。  

## 歷史
梅迪尼利亞島於西元1819年為當代法國航海家路易士·凡席奈特所發現，他將該島由當時的西班牙馬里亞納群島總督－頓·荷西·梅迪尼利亞·皮費達（Don Jose de Medinilla y Pifieda）命名。
該島二戰後由美國託管，現屬於美國自治邦北馬里亞納群島。